# I Due Corsari
I Due Corsari sono stati un duo musicale formato dai cantanti milanesi Enzo Jannacci e Giorgio Gaber.

## Storia del gruppo
I giovani Enzo Jannacci (1935-2013) e Giorgio Gaber (1939-2003) decidono di formare un duo canoro alla fine del 1958 e dopo che l'anno precedente avevano collaborato come musicisti del gruppo di Adriano Celentano. Gaber ha già un contratto con la Dischi Ricordi ed è appunto per la neonata etichetta milanese che i due incominciano ad incidere insieme.
Il genere predominante dei loro pezzi è il nascente rock'n'roll tranne qualche eccezione più melodica come Il cane e la stella ma quello che accomuna tutte le canzoni del loro repertorio sono i testi, sempre umoristici ed a volte antesignani del rock demenziale (ad esempio Una fetta di limone, forse il loro brano più noto, con cui partecipano alla Sei giorni della canzone).
Nel 1960 escono, da ultimo, due flexy-disc abbinati ad altrettanti numeri della rivista Il Musichiere, contenenti rispettivamente Comme facette mammeta (un classico della canzone umoristica napoletana) e Non occupatemi il telefono e, come tutti i titoli della serie, incisi solo su un lato.
Dopo queste pubblicazioni, l'esperienza dei Due Corsari viene archiviata e i musicisti proseguono su strade distinte; mentre Gaber si afferma come solista (carriera che conduceva già in parallelo), Jannacci intraprende una carriera più strettamente da cantautore.
Nel 1972 le canzoni pubblicate dal duo per la Ricordi (una dozzina in tutto) vengono raccolte per la prima volta su un album.
Nel 1983 i due registrano nuovamente quattro loro canzoni del periodo, presentandosi questa volta con la sigla Ja-Ga Brothers e divertendosi a ricalcare il look e le pose dei più celebri Blues Brothers che ostentano sia nei servizi fotografici che nelle contestuali apparizioni televisive. Tra queste il rotocalco Blitz, condotto da Gianni Minà, e il varietà Gransimpatico dello stesso Jannacci. Ja-Ga Brothers diventa anche il titolo del mini album contenente i quattro remake, pubblicato dalla CGD nell'estate dello stesso anno, dove Jannacci e Gaber mantengono rigorosamente l'incognito.
Va ricordato che i due artisti, con repertori individuali ben distinti ma legati da una fraterna amicizia, hanno collaborato anche in molte altre occasioni. Negli anni seguenti all'effimera esperienza degli Ja-Ga Brothers, hanno fatto coppia anche in teatro, come protagonisti del celebre dramma Aspettando Godot di Samuel Beckett (stagione 1989-1990), mentre un altro duetto canoro viene registrato nel 1991 con il brano La strana famiglia, contenuto nell'album di Jannacci Guarda la fotografia.

## Discografia

### Album
- 1983 - Ja-Ga Brothers (CGD) inciso come Ja-Ga Brothers

### Raccolte
- 1972 - Enzo Jannacci e Giorgio Gaber (Family, SFR-RI 629; comprende tutti i brani dei singoli, tranne i due flexy disc)
- 2017 - I due corsari (Audrey Records – AR011)

### EP
- 1960 - I Due Corsari (Dischi Ricordi, ERL 158)
- 1960 - Umberto Bindi, Giorgio Gaber, Gino Paoli, I Due Corsari (Dischi Ricordi, ERL 170)
- 1961 - I Due Corsari (Dischi Ricordi, 45 354.005 C)

### Singoli
- 1959 - 24 ore/Ehi! Stella (Dischi Ricordi, SRL 10.034)
- 1959 - Birra/Perché non con me (Dischi Ricordi, SRL 10.055)
- 1959 - Corsari scozzesi/Una fiaba (Dischi Ricordi, SRL 10.069)
- 1959 - Tintarella di luna/Zitto prego (Dischi Ricordi, SRL 10.093)
- 1960 - Teddy girl/Dormi piccino (Dischi Ricordi, SRL 10.110)
- 1960 - Una fetta di limone/Il cane e la stella (Dischi Ricordi, SRL 10.135)

### 45 giri Flexy-disc
Sono incisi da un solo lato e allegati in omaggio alla rivista Il Musichiere:
- 1960 - Non occupatemi il telefono (The Red Record, N. 20075) (Il Musichiere N° 86, 20 agosto)
- 1960 - Comme facette mammeta (The Red Record, N. 20088) (Il Musichiere N° 90, 19 novembre)

### Apparizioni
- 1985 - Gli urlatori (Polydor - 817 494-1) con Una fetta di limone
- 1988 - Nanni Ricordi E Franco Crepax presentano: Nel 30º anniversario della leggera rivoluzione con Una fetta di limone, 24 ore e Birra (Fonit Cetra – TALP 2024)
- 1990 - Renzo Arbore presenta La canzone d'autore con Una fetta di limone (Armando Curcio Editore – DCI-41)
- 1994 - Allegria in musica con Una fetta di limone (Fabbri Editori – CI 029)
- 1994 - Nella vecchia fattoria con Zitto prego (Fabbri Editori – QRSAC 10B)
- 1994 - Non sparate con Dormi piccino (Fabbri Editori – QRSAC 24A)
- 1994 - 24.000 baci con Birra (Fabbri Editori – QRSAC 38B)
- 1995 - I ragazzi del jukebox con Non occupatemi il telefono (Carosello Records - 300 562-2)
- 2014 - L'Italia è come un rock - Italy was a Rockin' con Hey stella (SAAR Records – PCD 10014/4)
- 2018 - A Music Collection - Baboon Boogie con Zitto prego (It-Why & Family Affair – ITBOX3C156)
- 2018 - A Music Collection - Pitagora con Dormi piccino (It-Why & Family Affair – ITBOX3C159)
- xxxx - Hit Parade Ricordi Vol.2 con Una fetta di limone (Dischi Ricordi – MRL 6004)